# المنزف (الرستاق)
المنزف منطقة سكنية تقع في وادي بني هني في ولاية الرستاق ، التابعة لمحافظة جنوب الباطنة في سلطنة عمان. يقدر عدد سكانها بـ 35 نسمة حسب إحصاء عام 2010 التابع للمركز الوطني للإحصاء والمعلومات الحكومي. رمز المنطقة هو 70140136.

## الوصلات الخارجية
- المركز الوطني للإحصاء والمعلومات، سلطنة عمان